# Công nghiệp ô tô

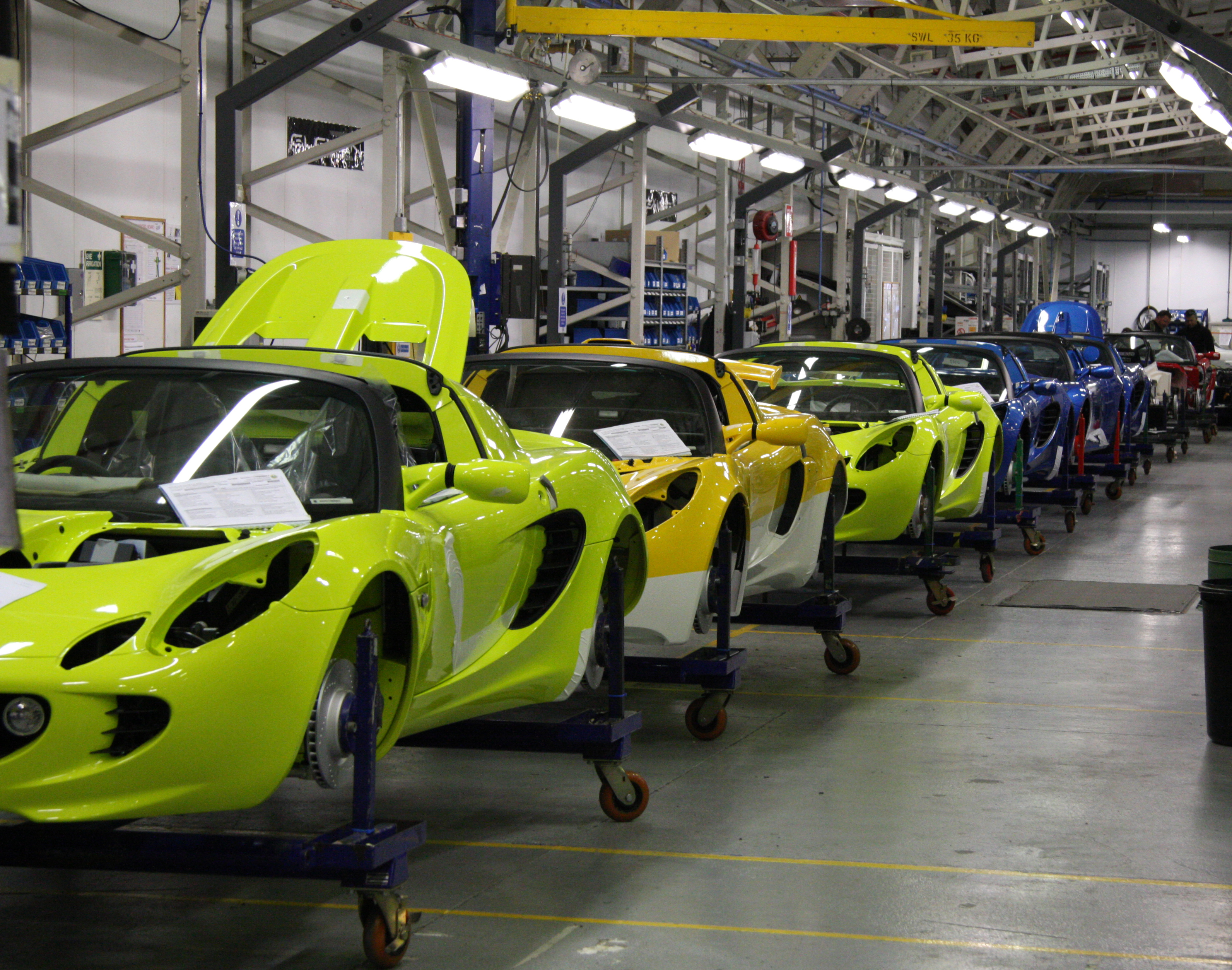
Dây chuyền ráp nối ô tô công đoạn cuối của hãng Lotus Cars

Ngành công nghiệp ô tô thiết kế, phát triển, sản xuất, tiếp thị và bán tất cả các loại xe có động cơ.
Trong năm 2008, hơn 70 triệu ô tô các loại gồm xe du lịch và xe thương mại được sản xuất ra trên toàn thế giới . 
Năm 2007, trong tổng số 71,9 triệu ô tô mới được bán ra trên toàn thế giới có 22,9 triệu ở Châu Âu, 21,4 triệu ở Châu Á - Thái Bình Dương, 19,4 triệu ở Mỹ và Canada, 4,4 triệu ở Châu Mỹ Latinh, 2,4 triệu ở Trung Đông và 1,4 triệu ở Châu Phi. Các thị trường ở Bắc Mỹ và Nhật Bản đã chững lại, trong khi đó, thị trường ở Nam Mỹ và Châu Á phát triển rất mạnh. Trong các thị trường chính, Nga, Brasil, Ấn Độ và Trung Quốc cho thấy sự phát triển nhanh nhất. Khoảng 250 triệu xe là ở Mỹ.
Trên toàn thế giới, có khoảng 806 triệu xe du lịch và xe tải hạng nhẹ; hằng năm chúng tiêu thụ khoảng 984 tỷ lít xăng và dầu diesel. Con số này ngày một tăng lên nhanh chóng, đặc biệt là ở Ấn Độ và Trung Quốc. Một số ý kiến cho rằng các hệ thống giao thông đô thị dựa vào ô tô chứng tỏ tính không lâu dài, tiêu thụ quá nhiều năng lượng, ảnh hưởng đến sức khỏe của các bộ phận dân cư và giảm chất lượng dịch vụ mặc dù tăng lượng đầu tư. Các tác động tiêu cực này ảnh hưởng không công bằng lên các tầng lớp xã hội có ít điều kiện để sở hữu và lái một chiếc ô tô. Các định hướng phát triển giao thông lâu dài tập trung vào việc giải quyết các vấn đề này.
Năm 2008, khi giá dầu tăng lên chóng mặt, các ngành công nghiệp như là công nghiệp ô tô chịu sức ép từ nhiều phía, chi phí cho vật liệu thô và sự thay đổi trong thói quen mua sắm của khách hàng. Ngành công nghiệp này cũng đối diện với sự cạnh tranh từ bên ngoài đang tăng lên của yếu tố giao thông công cộng, khi người tiêu dùng xem xét lại việc sử dụng xe cá nhân của họ. Gần một nửa trong số 51 nhà máy sản xuất các loại xe hạng nhẹ ở Mỹ đứng trước nguy cơ đóng cửa vĩnh viễn trong năm tới, cùng với việc 200.000 người bị thất nghiệp, cao nhất trong thập kỷ này.

## Lịch sử

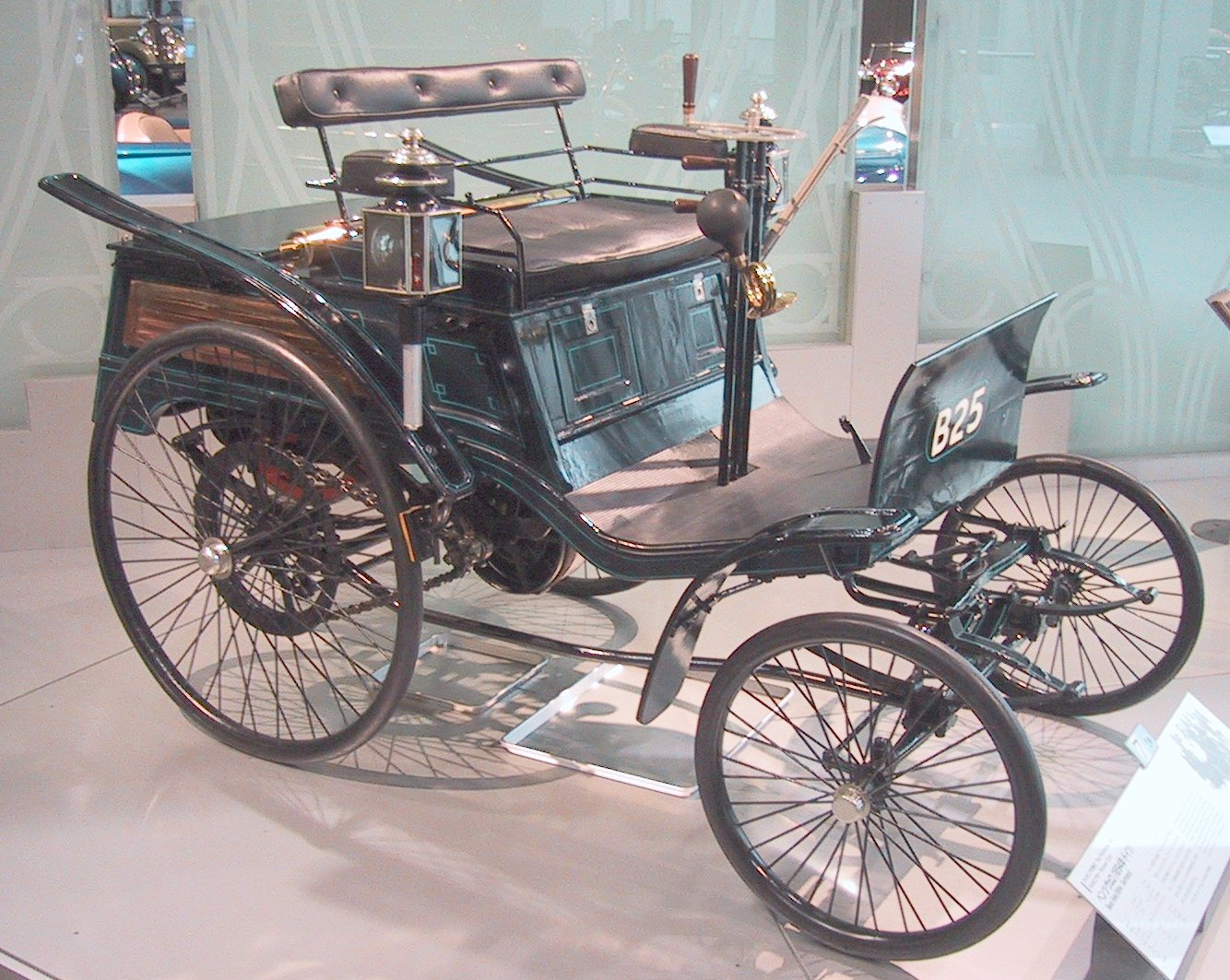
The Velo, chiếc xe hơi sản xuất công nghiệp đầu tiên năm 1894 bởi Carl Benz

Chiếc ô tô chạy bằng động cơ xăng đầu tiên trên thế giới được chế tạo bởi Carl Benz, một kỹ sư người Đức và là người tiên phong trong ngành ô tô, vào năm 1885 tại thành phố Mannheim, Đức. Ông được cấp bằng sáng chế ngày 20 tháng 1 năm 1886 và trở thành nhà sản xuất ô tô đầu tiên vào năm 1888 ngay sau khi vợ ông, bà Bertha Benz, thực hiện thành công chuyến đi xa đầu tiên (từ Mannheim đến Pforzheim và trở về) vào tháng 8 cùng năm. Thật vậy, chuyến đi của bà đã chứng minh với mọi người rằng chiếc xe không dùng sức ngựa kéo đó hoàn toàn phù hợp để sử dụng như phương tiện đi lại hàng ngày. Từ năm 2008, Bertha Benz Memorial Route, một đại lộ được đặt theo tên bà để ghi nhớ sự kiện này.
Không lâu sau đó, năm 1889 tại Stuttgart, Gottlieb Daimler và Wilhelm Maybach thiết kế một chiếc ô tô từ một chiếc xe linh tinh, tựa như một chiếc xe ngựa kéo được gắn động cơ. Họ thường được xem như những nhà phát minh của chiếc ô tô đầu tiên vào năm 1886. Tuy nhiên, từ năm 1892, một người Ý thuộc trường đại học Padua, Enrico Bernardi, đã xin bằng sáng chế cho một động cơ một xy lanh chạy bằng xăng, công suất 0,024 mã lực (17,9 W) 122 cc. Động cơ này được ông gắn vào chiếc xe ba bánh của cậu con trai, và biến nó trở thành sản phẩm ứng cử cho chiếc ô tô đầu tiên và chiếc môtô đầu tiên trên thế giới. Năm 1892, Bernardi mở rộng chiếc xe ba bánh để có thể chở được hai người.
Lịch sử ngành công nghiệp ô tô gắn liền với sự sản xuất và tiêu thụ hàng loạt. Đầu thế kỷ 20, mô hình Ford trở thành hình mẫu cho nền kinh tế hiện đại: phân chia công việc (với sự chuyên môn hóa sản xuất, mô hình sản xuất dây chuyền phát triển bởi Taylor), sự tiêu chuẩn hóa và nâng cao sức mua của công nhân, nhằm thúc đẩy tiêu dùng và tăng nhu cầu. Vào những năm 1970, một mô hình cạnh tranh rộ lên ở Nhật: mô hình Toyota.
Mặc cho sự xâm chiếm của những mô hình kinh tế mới (sau mô hình Ford, hậu công nghiệp hóa, v.v.), công nghiệp ô tô vẫn tiếp tục giữ một vai trò chủ chốt trong nền kinh tế thế giới, nhất là với sự khẳng định vị thế của châu Á (đặc biệt là Nhật Bản và Trung Quốc) và những nước công nghiệp mới (NPI).
Cho đến ngày nay, nền công nghiệp ô tô ở mỗi nước có một lịch sử hình thành và phát triển riêng.
Brasil
Ngành công nghiệp ô tô Brasil sản xuất 3 triệu xe trong năm 2007. Hầu hết các công ty toàn cầu đều có mặt ở Brasil: Fiat, Volkswagen, Ford, GM, Nissan, Toyota, Mitsubishi, Mercedes-Benz, Renault, v.v. Thêm vào đó là những công ty trong nước mới nổi, như: Troller, Marcopolo S.A., Agrale, Randon. Ngành công nghiệp ô tô Brasil chịu sự chi phối của Hiệp hội các nhà sản xuất ô tô toàn quốc (Anfavea - Associação Nacional dos Fabricantes de Veículos Automotores), được thành lập năm 1956, bao gồm các nhà sản xuất ô tô (ô tô, xe tải hạng nhẹ, xe tải và xe buýt) và máy nông nghiệp với phân xưởng đặt tại Brasil.
Anfavea là một phần của Tổ chức quốc tế các nhà sản xuất ô tô (OICA - Organisation Internationale des Constructeurs d'Automobiles) ở Paris.

## Tác động môi trường
Ngành công nghiệp ô tô trên toàn cầu sử dụng lượng nước rất lớn. Mỗi chiếc ô tô được sản xuất có thể tiêu thụ hơn 180.000 lít (39.000 gallon Anh) nước, tùy thuộc vào việc tính cả sản xuất lốp xe hay không. Quy trình sản xuất ô tô bao gồm nhiều công đoạn sử dụng nước, như xử lý bề mặt, sơn, phủ, rửa, làm mát, điều hòa không khí và sử dụng nồi hơi, mà không tính đến sản xuất linh kiện. Hoạt động sơn xe đặc biệt tiêu thụ lượng nước lớn vì các thiết bị chạy bằng sản phẩm gốc nước cũng phải được làm sạch bằng nước.
Vào năm 2022, Gigafactory Berlin-Brandenburg của Tesla đối mặt với vấn đề pháp lý do hạn hán và mực nước ngầm giảm ở khu vực. Bộ trưởng Kinh tế Brandenburg, Joerg Steinbach, cho biết trong giai đoạn đầu, nguồn cung nước đủ đáp ứng, nhưng khi Tesla mở rộng nhà máy, sẽ cần nhiều nước hơn. Nhà máy này sẽ tăng gấp đôi lượng nước tiêu thụ ở khu vực Gruenheide, với 1,4 triệu mét khối nước được hợp đồng từ chính quyền địa phương mỗi năm - đủ để cung cấp cho một thành phố có khoảng 40.000 người. Steinbach cho biết các cơ quan chức năng muốn khoan thêm nước ở đó và sẽ thuê ngoài nếu cần bổ sung nguồn cung cấp.

## Tổng sản lượng ô tô trên thế giới
Đây là danh sách sản lượng ô tô của các quốc gia dựa trên tài liệu của OICA năm 2008.
| Xếp hạng | Nước/Khu vực   | 2007       | 2005       | 2000       |
| -------- | -------------- | ---------- | ---------- | ---------- |
| —        | Thế giới       | 73.101.695 | 66.482.439 | 58.374.162 |
| —        | Khối EU        | 19.717.643 | 18.176.860 | 17.142.142 |
| 1        | Nhật Bản       | 11.596.327 | 10.799.659 | 10.140.796 |
| 2        | Mỹ             | 10.780.729 | 11.946.653 | 12.799.857 |
| 3        | Trung Quốc     | 8.882.456  | 5.708.421  | 2.069.069  |
| 4        | Đức            | 6.213.460  | 5.757.710  | 5.526.615  |
| 5        | Hàn Quốc       | 4.086.308  | 3.699.350  | 3.114.998  |
| 6        | Pháp           | 3.019.144  | 3.549.008  | 3.348.361  |
| 7        | Brasil         | 2.970.818  | 2.530.840  | 1.681.517  |
| 8        | Tây Ban Nha    | 2.889.703  | 2.752.500  | 3.032.874  |
| 9        | Canada         | 2.578.238  | 2.687.892  | 2.961.636  |
| 10       | Ấn Độ          | 2.306.768  | 1.638.674  | 801.360    |
| 11       | México         | 2.095.245  | 1.684.238  | 1.935.527  |
| 12       | Vương Quốc Anh | 1.750.253  | 1.803.109  | 1.813.894  |
| 13       | Nga            | 1.660.120  | 1.354.504  | 1.205.581  |
| 14       | Ý              | 1.284.312  | 1.038.352  | 1.738.315  |
| 15       | Thái Lan       | 1.238.460  | 1.122.712  | 411.721    |
| 16       | Thổ Nhĩ Kỳ     | 1.099.414  | 879.452    | 430.947    |
| 17       | Iran           | 997.240    | 817.200    | 277.985    |
| 18       | Cộng Hòa Séc   | 938.527    | 602.237    | 455.492    |
| 19       | Bỉ             | 844.030    | 926.528    | 1.033.294  |
| 20       | Ba Lan         | 784.700    | 613.200    | 504.972    |
| 21       | Slovakia       | 571.071    | 218.349    | 181.783    |
| 22       | Argentina      | 544.647    | 319.755    | 339.632    |
| 23       | Nam Phi        | 534.490    | 525.227    | 357.364    |
| 24       | Indonesia      | 419.040    | 500.710    | 292.710    |
| 25       | Malaysia       | 413.440    | 563.408    | 282.830    |
| 26       | Ukraina        | 402.591    | 215.759    | 31.255     |
| 27       | Thụy Điển      | 366.020    | 339.229    | 301.343    |
| 28       | Australia      | 334.617    | 394.713    | 347.122    |
| 29       | Hungary        | 292.027    | 152.015    | 137.398    |
| 30       | Đài Loan       | 283.039    | 446.345    | 372.613    |
| 31       | România        | 241.712    | 194.802    | 78.165     |
| 32       | Áo             | 228.066    | 253.279    | 141.026    |
| 33       | Philippines    | 213.402    | 187.247    | 98.953     |
| 34       | Bồ Đào Nha     | 176.242    | 226.834    | 245.784    |
| 35       | Venezuela      | 172.418    | 135.425    | 123.324    |
| 36       | Pakistan       | 169.861    | 153.393    | 102.578    |
| 37       | Hà Lan         | 138.568    | 102.204    | 98.823     |
| 38       | Uzbekistan     | 135.400    | 94.437     | 52.264     |
| 39       | Ai Cập         | 103.552    | 123.425    | 78.852     |
| 40       | Colombia       | 73.667     | 75.539     | 87.342     |
| 41       | Slovenia       | 68.492     | 64.492     | 38.877     |
| 42       | Maroc          | 36.671     | 33.992     | 31.314     |
| 43       | Belarus        | 27.708     | 26.995     | 19.324     |
| 44       | Ecuador        | 26.338     | 32.254     | 41.047     |
| 45       | Phần Lan       | 24.303     | 21.644     | 38.926     |
| 46       | Việt Nam       | 23.478     | 31.600     | 6.862      |
| 47       | Chile          | 10.804     | 6.660      | 5.245      |
| 48       | Serbia         | 9.903      | 14.179     | 12.740     |
| 49       | Nigeria        | 3.072      | 2.937      | 7.834      |
| 50       | Zimbabwe       | 1.611      | 960        | 792        |
| 51       | Kenya          | 705        | 405        | 288        |

## Những nhà sản xuất ô tô hàng đầu thế giới
Bảng dưới đây bao gồm những nhà sản xuất ô tô lớn nhất thế giới, kèm theo những thương hiệu của họ. Bảng xếp hạng các nhà sản xuất theo tổng sản lượng xe sản xuất vào cuối năm 2008 của OICA; các thương hiệu của mỗi nhà sản xuất được xếp theo thứ tự bảng chữ cái.
| 1. Toyota Motor Corporation ( Nhật Bản)       |                                         |                                                                |
| Daihatsu                                      | Nhật Bản                                | toàn cầu, ngoại trừ Bắc Mỹ và châu Úc                          |
| Hino                                          | Nhật Bản                                | Châu Á Thái Bình Dương, châu Mỹ                                |
| Lexus                                         | Nhật Bản                                | toàn cầu                                                       |
| Scion                                         | Hoa Kỳ                                  | Bắc Mỹ                                                         |
| Toyota                                        | Nhật Bản                                | toàn cầu                                                       |
| 2. General Motors Company ( Hoa Kỳ)           |                                         |                                                                |
| Buick                                         | Hoa Kỳ                                  | Bắc Mỹ, Trung Đông, Đông Á                                     |
| Cadillac                                      | Hoa Kỳ                                  | toàn cầu, ngoại trừ Nam Mỹ, Nam và Đông Nam Á, Thái Bình Dương |
| Chevrolet                                     | Hoa Kỳ                                  | toàn cầu, ngoại trừ Thái Bình Dương                            |
| Daewoo                                        | Hàn Quốc                                | Hàn Quốc                                                       |
| GMC                                           | Hoa Kỳ                                  | Bắc Mỹ, Trung Đông                                             |
| Holden                                        | Úc                                      | Thái Bình Dương                                                |
| Opel                                          | Đức                                     | Châu Âu, Nga, Nam Phi, Trung Đông, Đông Nam Á                  |
| Vauxhall                                      | Vương quốc Liên hiệp Anh và Bắc Ireland | Anh                                                            |
| 3. Volkswagen AG* ( Đức)                      |                                         |                                                                |
| Audi                                          | Đức                                     | toàn cầu                                                       |
| Bentley                                       | Vương quốc Liên hiệp Anh và Bắc Ireland | toàn cầu                                                       |
| Bugatti                                       | Pháp                                    | toàn cầu                                                       |
| Lamborghini                                   | Ý                                       | toàn cầu                                                       |
| Porsche                                       | Đức                                     | toàn cầu                                                       |
| Scania                                        | Thụy Điển                               | toàn cầu                                                       |
| SEAT                                          | Tây Ban Nha                             | Châu Âu, Nam Mỹ, Bắc Phi, Trung Đông                           |
| Škoda                                         | Cộng hòa Séc                            | toàn cầu, trừ Nam Phi, Bắc Mỹ                                  |
| Volkswagen                                    | Đức                                     | toàn cầu                                                       |
| Volkswagen Commercial Vehicles                | Đức                                     | toàn cầu                                                       |
| 4. Ford Motor Company** ( Hoa Kỳ)             |                                         |                                                                |
| Ford                                          | Hoa Kỳ                                  | toàn cầu                                                       |
| Lincoln                                       | Hoa Kỳ                                  | Bắc Mỹ, Trung Đông, Hàn Quốc                                   |
| Mercury                                       | Hoa Kỳ                                  | Bắc Mỹ, Trung Đông                                             |
| Troller                                       | Brasil                                  | Bắc Mỹ                                                         |
| Volvo                                         | Thụy Điển                               | toàn cầu                                                       |
| 5. Honda Motor Company ( Nhật Bản)            |                                         |                                                                |
| Acura                                         | Nhật Bản                                | Bắc Mỹ, Đông Á, Nga                                            |
| Honda                                         | Nhật Bản                                | toàn cầu                                                       |
| 6. Nissan Motor Company ( Nhật Bản)           |                                         |                                                                |
| Infiniti                                      | Nhật Bản                                | toàn cầu, trừ Nam Mỹ, châu Phi                                 |
| Nissan                                        | Nhật Bản                                | toàn cầu                                                       |
| 7. PSA Peugeot Citroën S.A. ( Pháp)           |                                         |                                                                |
| Citroën                                       | Pháp                                    | toàn cầu, trừ Bắc Mỹ, Nam Á                                    |
| Peugeot                                       | Pháp                                    | toàn cầu, trừ Bắc Mỹ, Nam Á                                    |
| 8. Hyundai Motor Company ( Hàn Quốc)          |                                         |                                                                |
| Hyundai                                       | Hàn Quốc                                | toàn cầu                                                       |
| 9. Suzuki Motor Corporation ( Nhật Bản)       |                                         |                                                                |
| Maruti Suzuki                                 | Ấn Độ                                   | Ấn Độ, Trung Đông, Nam Mỹ                                      |
| Suzuki                                        | Nhật Bản                                | toàn cầu                                                       |
| 10. Fiat S.p.A. ( Italy)                      |                                         |                                                                |
| Abarth                                        | Ý                                       | toàn cầu, trừ Bắc Mỹ                                           |
| Alfa Romeo                                    | Ý                                       | toàn cầu                                                       |
| Ferrari                                       | Ý                                       | toàn cầu                                                       |
| Fiat                                          | Ý                                       | toàn cầu, trừ Bắc Mỹ                                           |
| Fiat Professional                             | Ý                                       | toàn cầu, trừ Bắc Mỹ                                           |
| Irisbus                                       | Pháp                                    | toàn cầu, trừ Bắc Mỹ                                           |
| Iveco                                         | Ý                                       | toàn cầu, trừ Bắc Mỹ                                           |
| Lancia                                        | Ý                                       | Châu Âu                                                        |
| Maserati                                      | Ý                                       | toàn cầu                                                       |
| 11. Renault S.A. ( Pháp)                      |                                         |                                                                |
| Dacia                                         | România                                 | Châu Âu, Mỹ Latinh, châu Á, châu Phi                           |
| Renault (cars)                                | Pháp                                    | toàn cầu, trừ Bắc Mỹ, Nam Á                                    |
| Renault Samsung                               | Hàn Quốc                                | Châu Á, Nam Mỹ                                                 |
| 12. Daimler AG ( Đức)                         |                                         |                                                                |
| Freightliner                                  | Hoa Kỳ                                  | Bắc Mỹ, Nam Phi                                                |
| Master                                        | Pakistan                                | Pakistan                                                       |
| Maybach                                       | Đức                                     | toàn cầu                                                       |
| Mercedes-AMG                                  | Đức                                     | toàn cầu                                                       |
| Mercedes-Benz                                 | Đức                                     | toàn cầu                                                       |
| Mitsubishi Fuso                               | Nhật Bản                                | toàn cầu                                                       |
| Orion                                         | Canada                                  | Bắc Mỹ                                                         |
| Setra                                         | Đức                                     | Châu Âu                                                        |
| Smart                                         | Đức                                     | Bắc Mỹ, châu Âu, Đông Nam Á, Nam Phi                           |
| Thomas Built                                  | Hoa Kỳ                                  | Bắc Mỹ                                                         |
| Western Star                                  | Hoa Kỳ                                  | Bắc Mỹ                                                         |
| 13. Chrysler Group LLC ( Hoa Kỳ)              |                                         |                                                                |
| Chrysler                                      | Hoa Kỳ                                  | toàn cầu                                                       |
| Dodge                                         | Hoa Kỳ                                  | toàn cầu                                                       |
| GEM                                           | Hoa Kỳ                                  | Bắc Mỹ                                                         |
| Jeep                                          | Hoa Kỳ                                  | toàn cầu                                                       |
| Ram                                           | Hoa Kỳ                                  | Bắc Mỹ                                                         |
| 14. BMW AG ( Đức)                             |                                         |                                                                |
| BMW                                           | Đức                                     | toàn cầu                                                       |
| MINI                                          | Vương quốc Liên hiệp Anh và Bắc Ireland | toàn cầu                                                       |
| Rolls-Royce                                   | Vương quốc Liên hiệp Anh và Bắc Ireland | toàn cầu                                                       |
| 15. Kia Motors Corporation ( Hàn Quốc)        |                                         |                                                                |
| Kia                                           | Hàn Quốc                                | toàn cầu                                                       |
| 16. Mazda Motor Corporation ( Nhật Bản)       |                                         |                                                                |
| Mazda                                         | Nhật Bản                                | toàn cầu                                                       |
| 17. Mitsubishi Motors Corporation ( Nhật Bản) |                                         |                                                                |
| Mitsubishi                                    | Nhật Bản                                | toàn cầu                                                       |

## Kinh tế

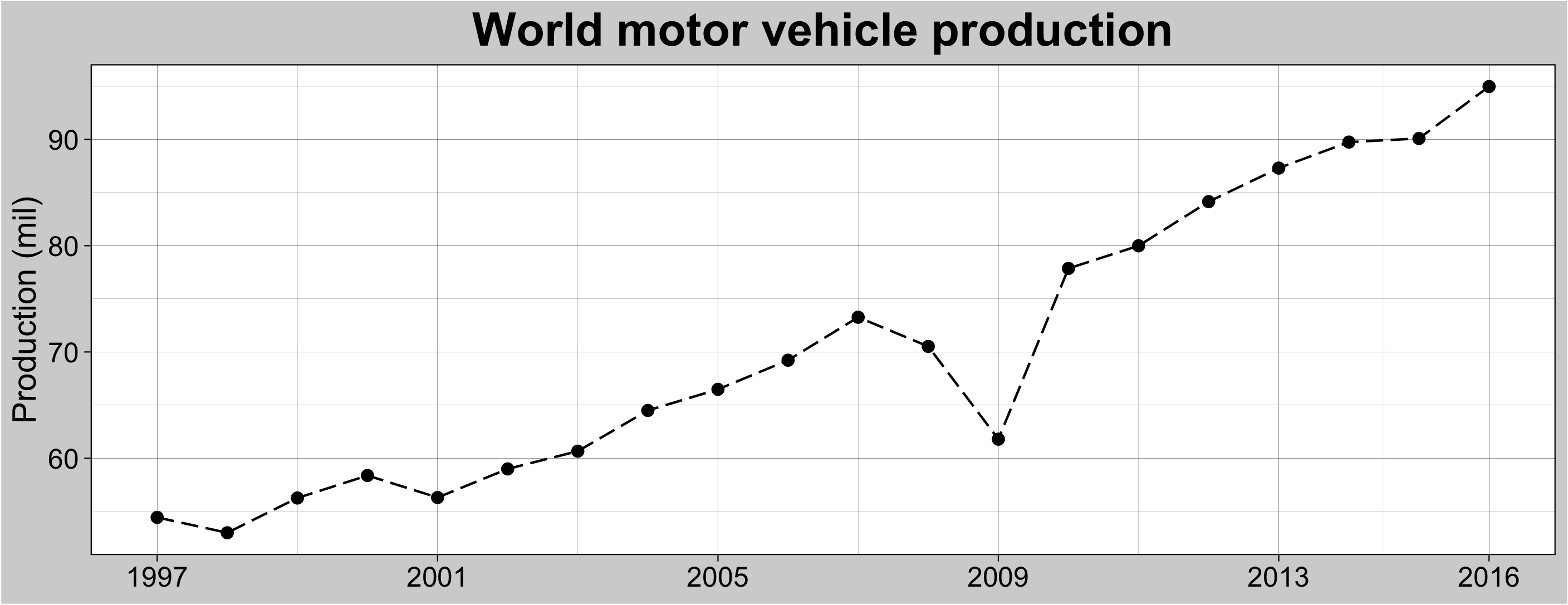
Sản xuất phương tiện giao thông trên thế giới (1997-2016)

Những năm 1960: Tăng trưởng sau chiến tranh
Những năm 1970: Khủng hoảng dầu mỏ và quy định về an toàn và khí thải chặt chẽ
Những năm 1990: Sản xuất bắt đầu tại các nước công nghiệp hóa mới (NICs).
Những năm 2000: Trỗi dậy của Trung Quốc như một nhà sản xuất hàng đầu.
Những năm 1950: Vương quốc Anh, Đức và Pháp khôi phục sản xuất.
Những năm 1960: Nhật Bản bắt đầu sản xuất và tăng sản lượng trong suốt thập kỷ 1980.
Hoa Kỳ, Nhật Bản, Đức, Pháp và Vương quốc Anh sản xuất khoảng 80% phương tiện giao thông trong suốt thập kỷ 1980.
Những năm 1990: Hàn Quốc trở thành một nhà sản xuất hàng loạt. Năm 2004, Hàn Quốc vượt qua Pháp để trở thành quốc gia thứ 5 về sản lượng.
Những năm 2000: Trung Quốc tăng sản xuất một cách đáng kể và trở thành quốc gia sản xuất lớn nhất thế giới vào năm 2009.
Những năm 2010: Ấn Độ vượt qua Hàn Quốc, Canada và Tây Ban Nha để trở thành quốc gia sản xuất ô tô lớn thứ 5.
Năm 2013: Tỷ lệ của Trung Quốc (25,4%), Ấn Độ, Hàn Quốc, Brazil và Mexico tăng lên 43%, trong khi tỷ lệ của Hoa Kỳ (12,7%), Nhật Bản, Đức, Pháp và Vương quốc Anh giảm xuống 34%.

### Theo năm

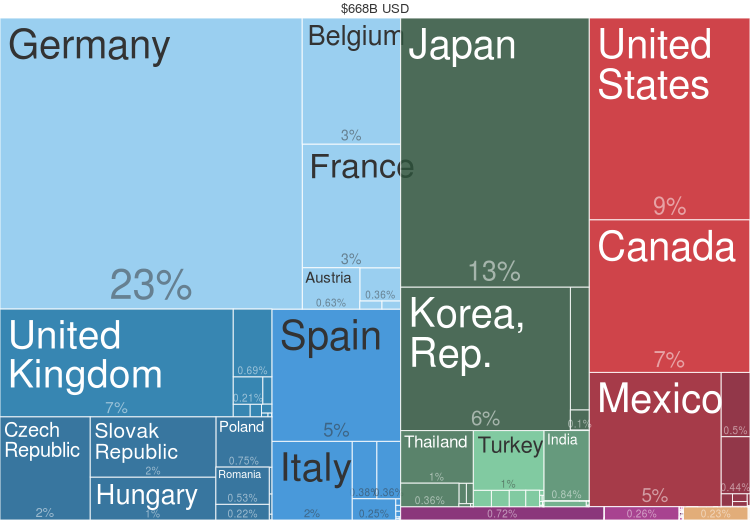
Percentage of exported cars by country (2014)

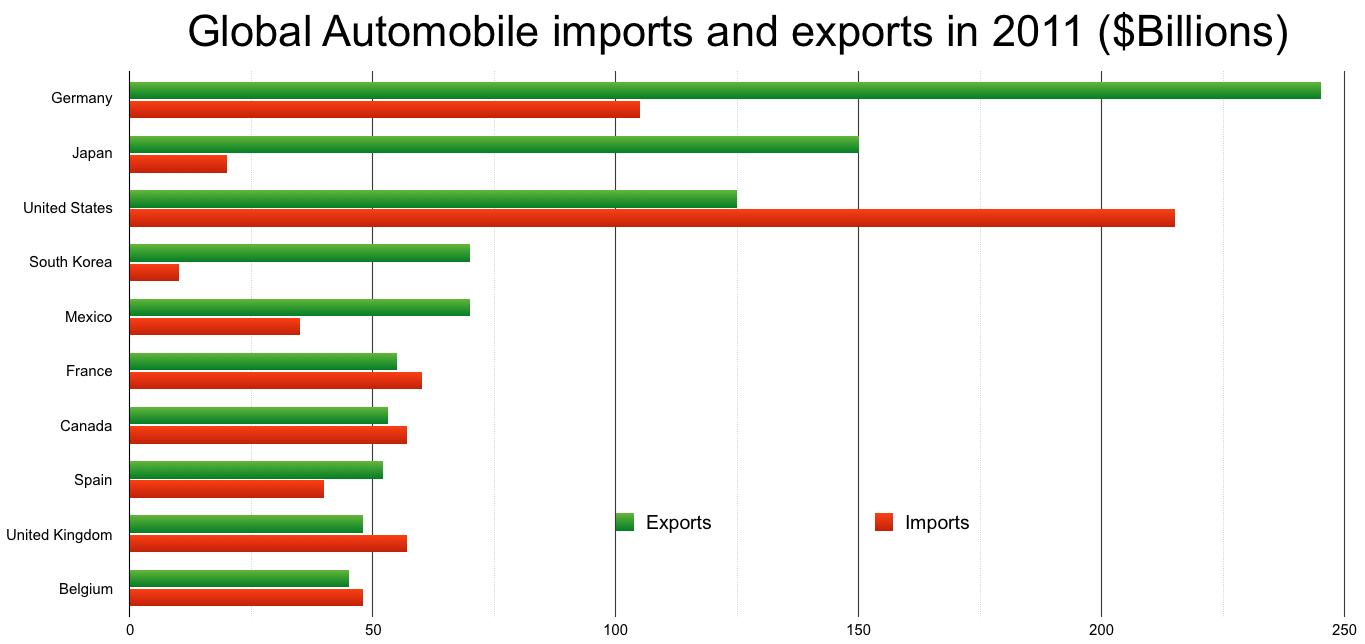
Global automobile import and export in 2011

| Năm  | Sản xuất   | Thay đổi | Nguồn  |
| ---- | ---------- | -------- | ------ |
| 1997 | 54,434,000 | —        | [ 16 ] |
| 1998 | 52,987,000 | 2.7%     | [ 16 ] |
| 1999 | 56,258,892 | 6.2%     | [ 17 ] |
| 2000 | 58,374,162 | 3.8%     | [ 18 ] |
| 2001 | 56,304,925 | 3.5%     | [ 19 ] |
| 2002 | 58,994,318 | 4.8%     | [ 20 ] |
| 2003 | 60,663,225 | 2.8%     | [ 21 ] |
| 2004 | 64,496,220 | 6.3%     | [ 22 ] |
| 2005 | 66,482,439 | 3.1%     | [ 23 ] |
| 2006 | 69,222,975 | 4.1%     | [ 24 ] |
| 2007 | 73,266,061 | 5.8%     | [ 25 ] |
| 2008 | 70,520,493 | 3.7%     | [ 26 ] |
| 2009 | 61,791,868 | 12.4%    | [ 27 ] |
| 2010 | 77,857,705 | 26.0%    | [ 28 ] |
| 2011 | 79,989,155 | 3.1%     | [ 29 ] |
| 2012 | 84,141,209 | 5.3%     | [ 30 ] |
| 2013 | 87,300,115 | 3.7%     | [ 31 ] |
| 2014 | 89,747,430 | 2.6%     | [ 32 ] |
| 2015 | 90,086,346 | 0.4%     | [ 33 ] |
| 2016 | 94,976,569 | 4.5%     | [ 34 ] |
| 2017 | 97,302,534 | 2.36%    | [ 35 ] |
| 2018 | 95,634,593 | 1.71%    | [ 36 ] |
| 2019 | 91,786,861 | 5.2%     | [ 37 ] |
| 2020 | 77,621,582 | 16%      | [ 38 ] |
| 2021 | 80,145,988 | 3.25%    | [ 39 ] |
| 2022 | 85,016,728 | 6.08%    | [ 40 ] |

 from Harvard Atlas of Economic Complexity

### Theo Quốc gia
Năm 2007, trên toàn cầu có khoảng 806 triệu xe ô tô và xe tải nhẹ. Mỗi năm, tổng cộng hơn 980 tỷ lít (980.000.000 m3) xxăng và dầu diesel được tiêu thụ trong ngành này. Ô tô chiếm phần lớn trong việc vận chuyển ở nhiều nền kinh tế phát triển. Chi nhánh Detroit của Boston Consulting Group đã dự đoán rằng đến năm 2014, một phần ba nhu cầu ô tô toàn cầu sẽ tập trung vào bốn thị trường BRIC (Brazil, Nga, Ấn Độ và Trung Quốc). Trong khi đó, ở các nước phát triển, ngành công nghiệp ô tô đã trở nên chậm lại. NXu hướng này dự kiến sẽ tiếp tục, đặc biệt là khi thế hệ trẻ ở các nước đô thị phát triển không còn quan tâm đến việc sở hữu ô tô và thích sử dụng các phương tiện giao thông khác. Các thị trường tiềm năng khác trong ngành ô tô bao gồm Iran và Indonesia.
Theo một nghiên cứu của J.D. Power, các thị trường ô tô mới nổi đã mua nhiều xe hơn so với các thị trường đã khẳng định. Nghiên cứu này được tiến hành vào năm 2010 và cho thấy các thị trường mới nổi chiếm 51% tổng số xe ô tô nhẹ được bán ra trên toàn cầu trong năm đó. Dự đoán rằng xu hướng này sẽ tiếp tục tăng nhanh. Tuy nhiên, các báo cáo gần đây hơn, đặc biệt vào năm 2012, xác nhận điều ngược lại. Ngành công nghiệp ô tô đang chậm lại, kể cả ở các nước BRIC. Ở Hoa Kỳ, doanh số bán xe đạt đỉnh vào năm 2000, với 17,8 triệu đơn vị.
Vào tháng 7 năm 2021, Ủy ban châu Âu đã công bố gói pháp lệnh "Fit for 55", chứa các nguyên tắc quan trọng cho tương lai của ngành công nghiệp ô tô; từ năm 2035, tất cả các xe ô tô mới trên thị trường châu Âu phải là xe không thải khí.
Chính phủ của 24 nước phát triển và một nhóm các nhà sản xuất ô tô lớn bao gồm GM, Ford, Volvo, BYD Auto, Jaguar Land Rover và Mercedes-Benz cam kết "làm việc để đạt đến việc tất cả các xe ô tô và xe tải mới được bán trên toàn cầu từ năm 2040 trở đi sẽ không thải ra khí thải, và không muộn hơn năm 2035 ở các thị trường hàng đầu." Các quốc gia sản xuất ô tô lớn như Hoa Kỳ, Đức, Trung Quốc, Nhật Bản và Hàn Quốc, cũng như Volkswagen, Toyota, Peugeot, Honda, Nissan và Hyundai, không cam kết.